# Schloss Hautzenbichl

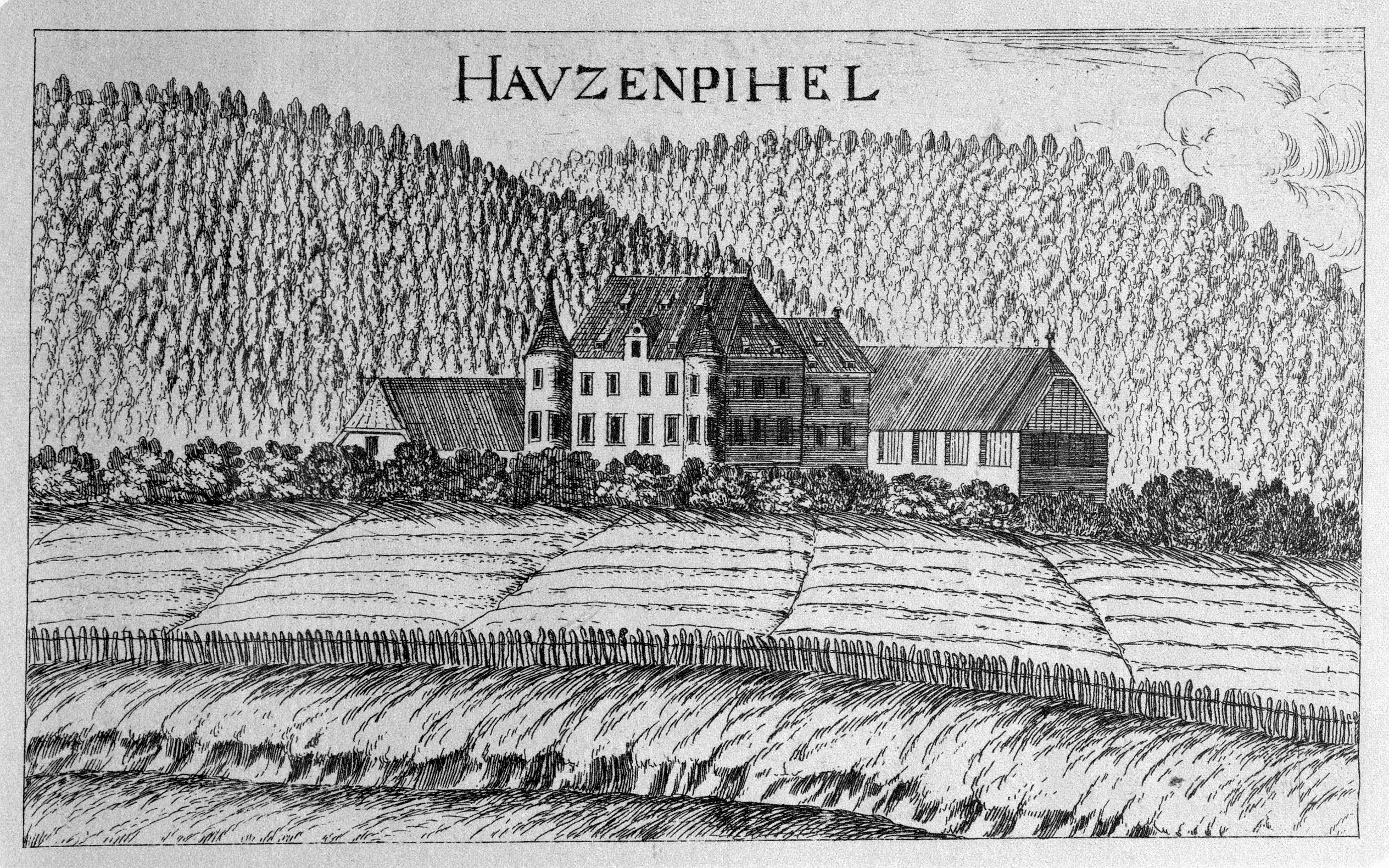
Ansicht von Schloss Hautzenbichl nach Vischer

Das Schloss Hautzenbichl befindet sich im Gemeindegebiet von Kobenz am Ostrand der Stadt Knittelfeld und befindet sich im Privatbesitz der Familie Pranckh.

## Geschichte
Erstmals wurde Hautzenbichl 1086 urkundlich erwähnt. Besitzer war damals Markgraf Adalbero von Steiermark. Dieser schenkte seinen Besitz „apud Huzinpuchli“ (der Bühel des Hugo) und weitere Landgüter an Erzbischof Gebhard von Salzburg, um sich vom Kirchenbann freizukaufen, da er sich an kirchlichen Gütern vergriffen hatte. Der Bischof schenkte das Gut an sein Lieblingsstift Admont.
Um das Jahr 1150 tritt der Edelfreie Meginhalm von Hucenpuhelen auf. Zur damaligen Zeit war das heutige Schloss noch ein Wehrhof, welcher von Mauern und Graben umgeben war und zum Teil als Straßensperre diente. Diese Herren von Hautzenbichl, welche oft als Ministeriale des Stifts Admonts auftraten, dürften um das Jahr 1326 ausgestorben sein.
Ab dem Jahr 1160 gehörte Hautzenbichl zum Stift Seckau. Dieses vergab das Gut meist als Lehen.

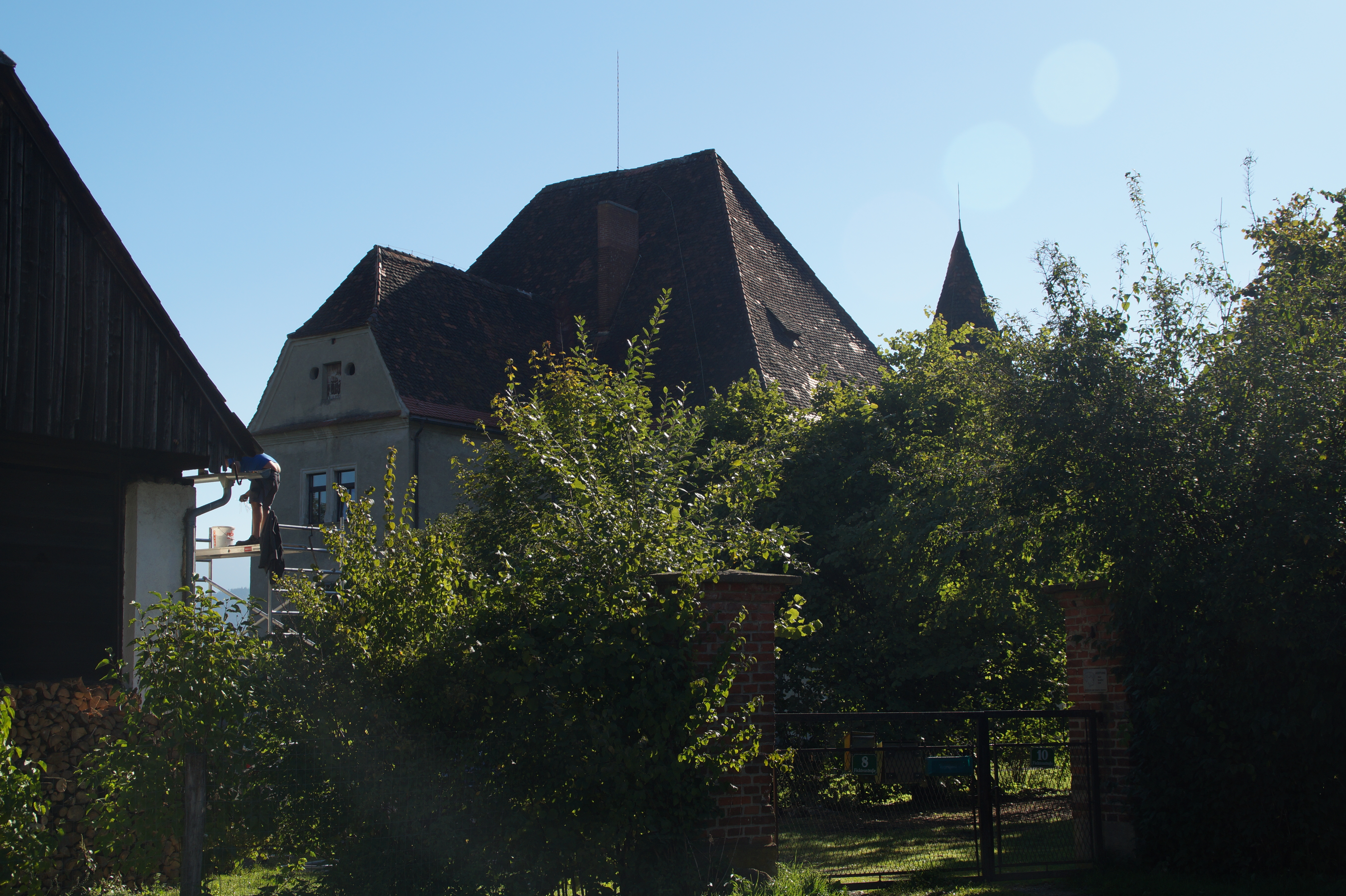
Schloss Hautzenbichl

Im 14. und 15. Jahrhundert wurde Hautzenbichl von dem Ministerialengeschlecht der Lobminger zu einem Wehrbau erweitert. Dieser ist jedoch im Laufe der Zeit verfallen. Zwischen 1540 und 1542 wurde das Anwesen von Joachim Muerer erworben. Dieser ließ es 1542 im Stil der Renaissance neu errichten. Es wird angenommen, dass Muerer einen französischen Architekten von der Loire mit dem Bau beauftragte. Daraus folgt auch, dass es sich um eine Kopie des Baustils der Loire-Schlösser handelt.
Im Jahre 1680 fiel Hautzenbichl an Dompropst Maximilian Ernst Graf von Gleispach. In seinem Auftrag wurden umfangreiche Renovierungsarbeiten am Schloss vorgenommen. Sein Wappen ziert heute noch die Fassade des Schlosses.
1735 wurden sämtliche Wehranlagen um das Schloss entfernt. Nachdem Kaiser Joseph II. um 1782 das Kloster Seckau aufheben ließ, ging auch der Besitz von Hautzenbichl an den Religionsfonds des Staates über.
1809 erwarb die Vordernberger Radmeisterkommunität das Schloss. Später wurde eine Katharina Reicher als Eignerin angeführt. 1870 trat ihr Schwiegersohn Franz Forcher von Einpach als Schlossherr auf. Im Jahre 1883 fiel Hautzenbichl an die Grafen Vetter von der Lilie. Die heutige Schlossherrin ist Baronin Maria Pranckh, geborene Gräfin Vetter von der Lilie (* 1932). In der Schlossanlage werden Rassehunde gezüchtet.